# Alketas II Macedoński
Alketas II (gr. Ἀλκέτας B) – król Macedonii z rodu Argeadów.

## Życiorys
Według relacji Platona Alketas odziedziczył tron po śmierci ojca, Aleksandra I. Po sześciu latach panowania został w zdradziecki sposób zamordowany przez swojego bratanka Archelaosa. Morderstwo wykorzystał ojciec Archelaosa Perdikkas który przejął tron. Inną wersję wydarzeń podaje Kurcjusz Rufus według którego po śmierci Aleksandra nastąpił podział państwa między trzech braci; Alketasa, Filipa i Perdikkasa. Jednak niesnaski między królami doprowadziły do detronizacji Alketasa i Filipa i przekazania całej władzy Perdikkasaowi. Po śmierci Perdikkasa w 413 Alketas wraz ze swym najstarszym synem Aleksandrem zostali oskarżeni o spisek (być może chcieli zagarnąć tron) i straceni. Prawdopodobnie wraz z nimi stracony został Agelaos, młodszy syn Alketasa, gdyż macedoński zwyczaj przewidywał zabicie wszystkich krewnych zdrajcy.